# 赤胸燕
赤胸燕(学名：Hirundo lucida)是一种小型的燕属留鸟，通常分布在西非地区的刚果河盆地以及东非的埃塞俄比亚。它有一个长长的剪刀形尾巴和弯而尖的翅膀。.
赤胸燕曾被当做是家燕的一个亚种，这是因为两者之间过于相似。赤胸燕同样拥有蓝色的胸饰（breast band）和短小的尾羽。飞行中的赤胸燕看上去比家燕更白一些，不过家燕的和赤胸燕的雏鸟看上去更为相似，两者都有短短的尾巴，不过赤胸燕雏鸟胸饰更窄一些。赤胸燕以昆虫为食，一夫一妻制，卵为白色，每次产卵约1至6颗，通常把巢穴建筑在树枝上。